# Georges Beuchat
Pour les articles homonymes, voir Beuchat (homonymie).
Georges Beuchat, né le 11 février 1910 à Marseille et mort le 20 octobre 1991 à Cassis, est un inventeur français, plongeur et chef d'entreprise pionnier fondateur emblématique de l’industrie sub aquatique française avec la société Beuchat International.
Dès 1933 et tout au long de sa vie, Georges Beuchat n’a cessé de concevoir de nouveaux produits qui ont marqué l’histoire de la plongée et de la chasse, comme la bouée de surface en 1948, le 1er caisson photo en 1950, la combinaison de plongée en 1953, la Jetfins (1re palme à tuyère) en 1964.

## Historique des inventions
- 1947 : Arbalète Tarzan,
- 1948 : Bouée de surface,
- 1950 : Caisson photo Tarzan,
- 1950 : Gaine au mollet Tarzan,
- 1953 : 1er vêtement isothermique / combinaison de plongée,
- 1958 : Compensator (masque à hublot avec vitre inclinée vers le haut),
- 1960 : Palmes à nervure Espadon,
- 1963 : Vêtement Tarzan,
- 1964 : Palmes Jetfins (plus de 100 000 unités vendues lors des premières années)
- 1964 : Détendeur Souplair
- 1975 : Arbalète Marlin,
- 1978 : Détendeur Atmos,

## Distinction
- Georges Beuchat a reçu, en 1961, le Prix de l’Exportation.